# Buteogallus urubitinga
Buteogallus urubitinga là một loài chim trong họ Accipitridae.

## Hình ảnh

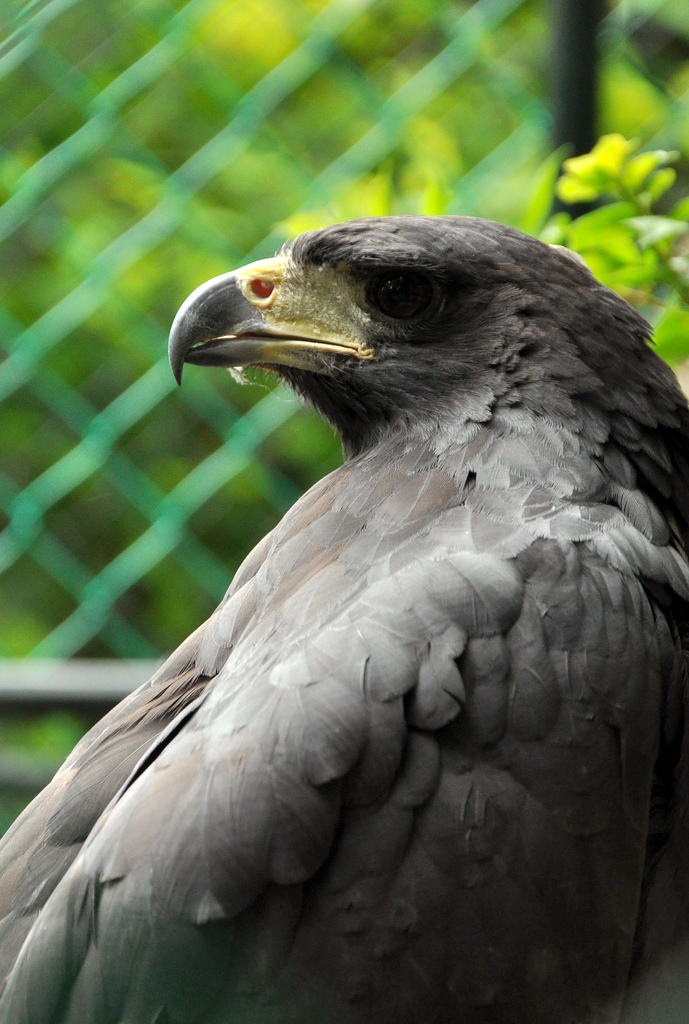
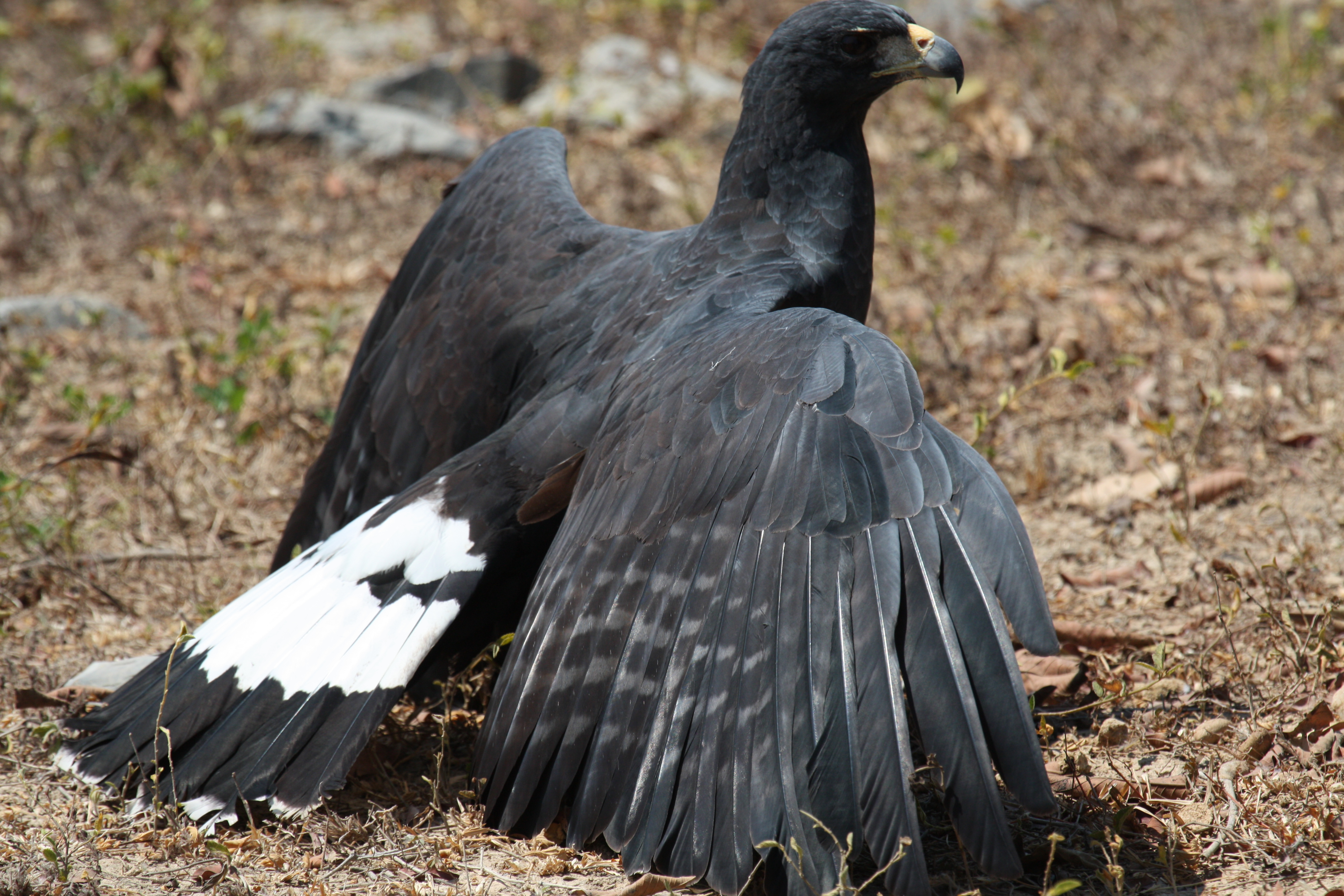
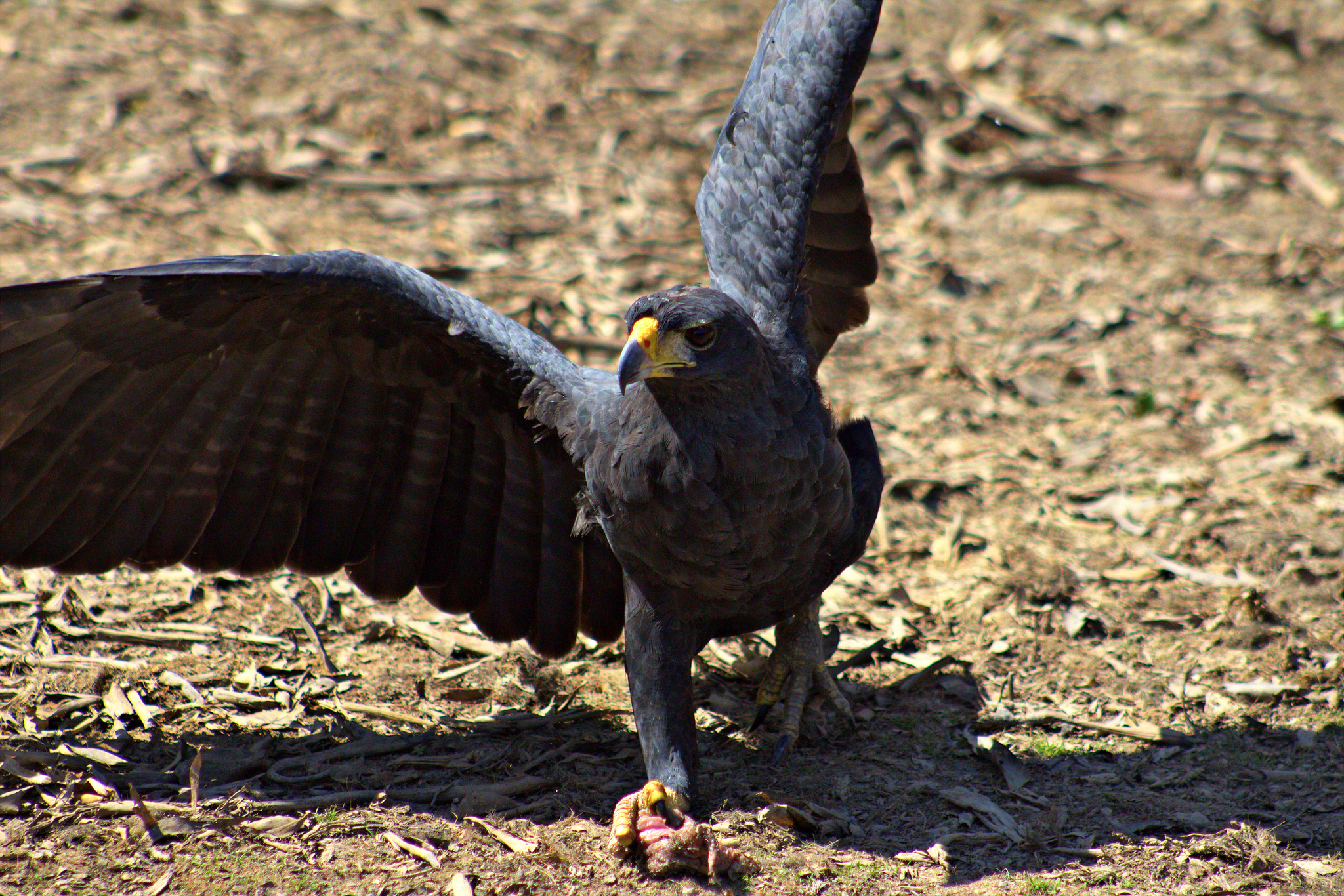
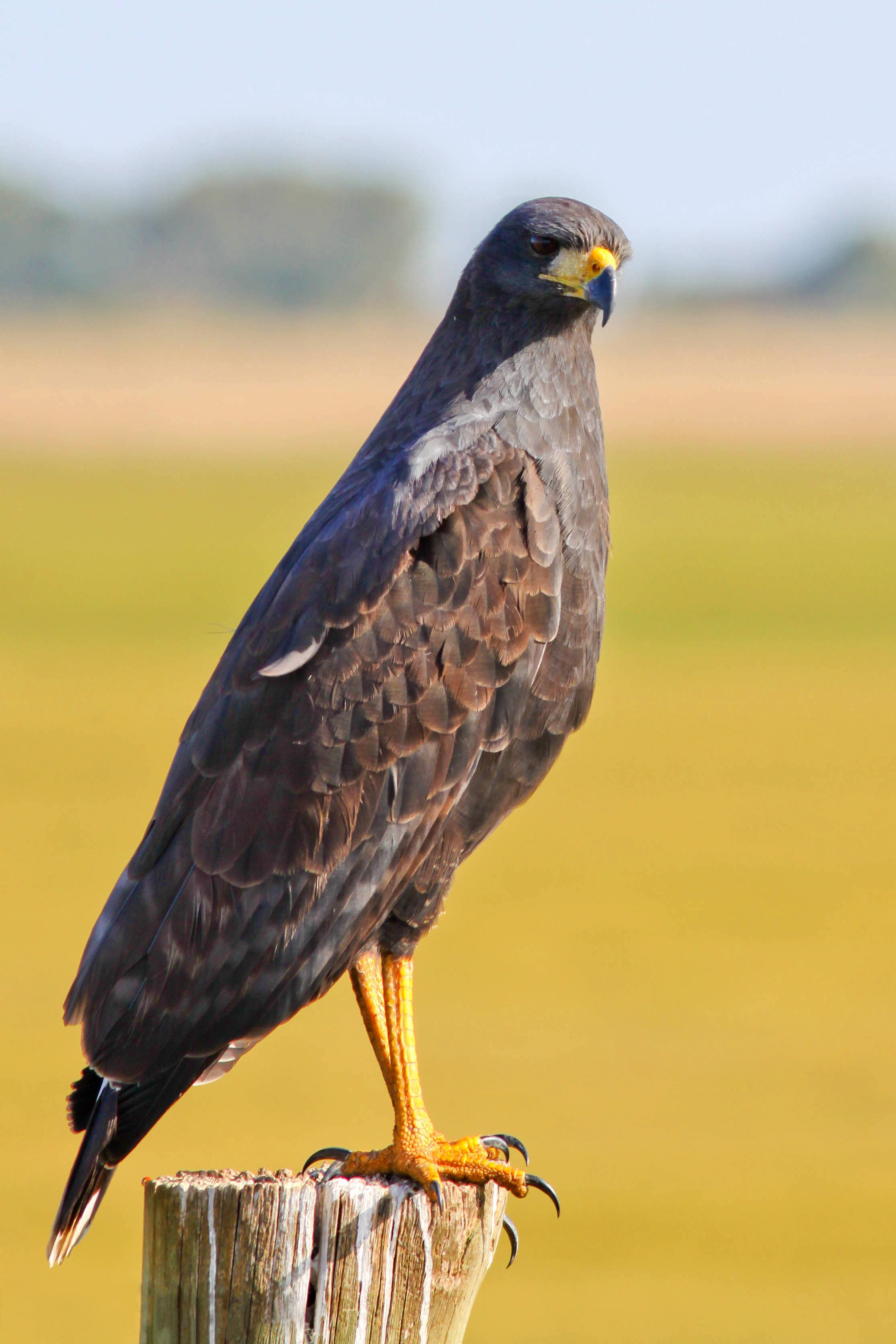